# Свидетельство о регистрации транспортного средства

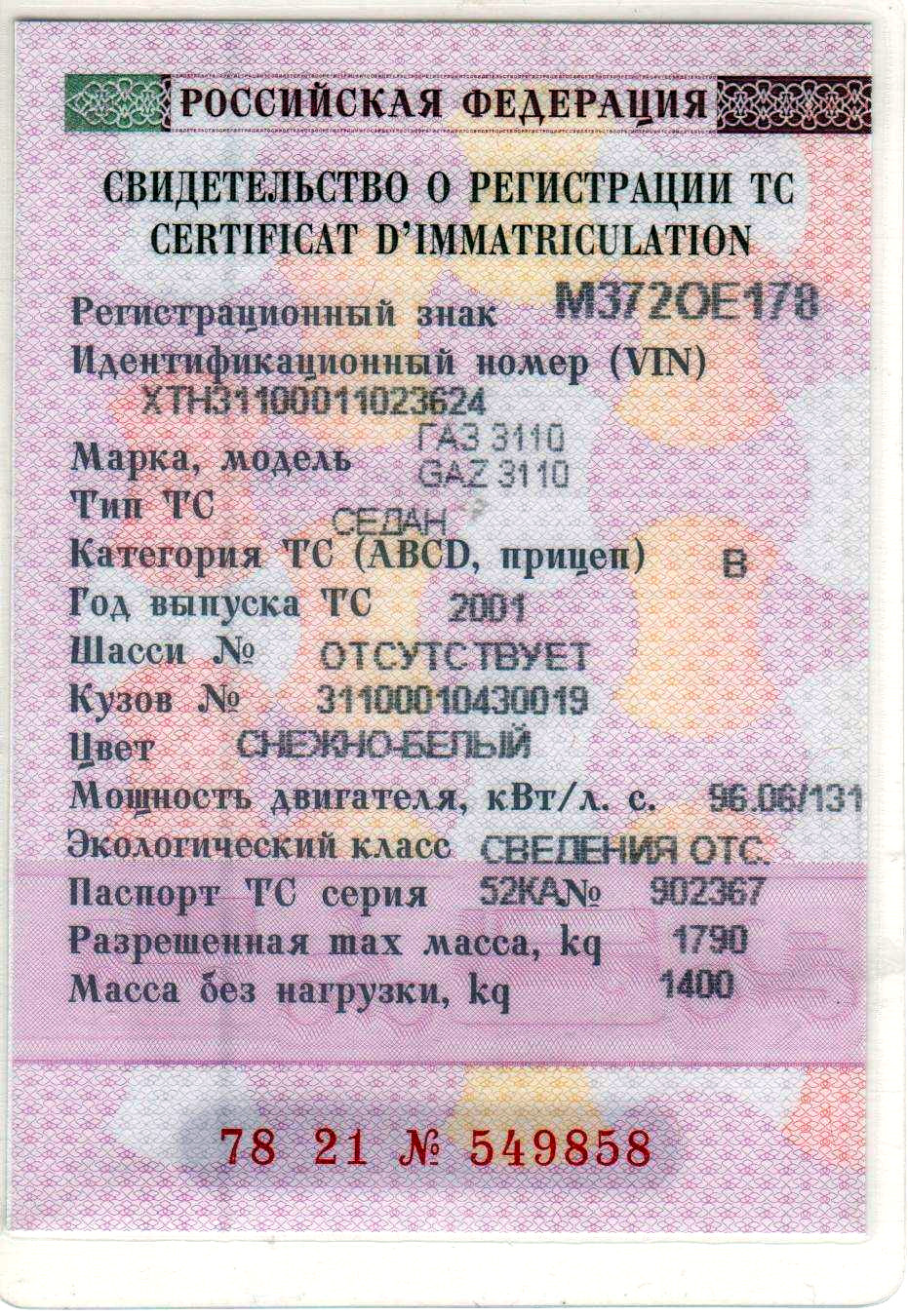
Свидетельство о регистрации транспортного средства Волга ГАЗ 3110, 2001.

Свидетельство о регистрации транспортного средства — официальный документ, подтверждающий постановку автомобиля на регистрационный учёт и принадлежность автомобиля конкретному владельцу. Свидетельство о регистрации выдаётся отделением ГИБДД при постановке автомобиля на учёт и меняется при смене собственника автомобиля (в отличие от Паспорта транспортного средства, который передается от одного собственника к другому). После покупки автомобиля необходимо оформить свидетельство о регистрации транспортного средства (ТС) в течение 10 суток.
В соответствии с п. 2.1.1 Правил дорожного движения водитель механического транспортного средства обязан иметь свидетельство о регистрации ТС при себе и по требованию сотрудников полиции передавать им для проверки. Управление транспортным средством водителем, не имеющим при себе свидетельства о регистрации транспортного средства является административным правонарушением (КоАП РФ, Статья 12.3).
Свидетельство о регистрации ТС содержит следующие данные:
- данные о владельце
  - ФИО
  - адрес
- данные об автомобиле
  - Регистрационный знак
  - Идентификационный номер (VIN)
  - Марка, модель
  - Тип
  - Категория ТС (ABCD, прицеп)
  - Год выпуска
  - Номер шасси (рамы)
  - Номер кузова (кабины, прицепа)
  - Цвет
  - Мощность двигателя
  - Экологический класс
  - Номер паспорта технического средства
  - Разрешенная max масса
  - Масса без нагрузки
- Код подразделения ГИБДД выдавшего Свидетельство о регистрации ТС
- Дата выдачи

Реквизиты свидетельства о регистрации транспортного средства дублируются буквами латинского алфавита в соответствии с требованиями Конвенции о дорожном движении, принятой на Конференции Организации Объединённых Наций по дорожному движению в г. Вене 8 ноября 1968 года и ратифицированной 29 апреля 1974 года.